# Sam Claflin
Samuel "Sam" George Claflin (Egyesült Királyság, Suffolk, Ipswich, 1986. június 27. –) brit színész.
2011-ben A Karib-tenger kalózai: Ismeretlen vizeken című kalandfilmben Philip Swiftet alakította. 2013–2015 között Az éhezők viadala-filmsorozatban Finnick Odair szerepével vált ismertté. 2019-től 2022-ig a Birmingham bandája című bűnügyi sorozatban negatív főszereplőként keltette életre Oswald Mosley politikust. 2023-ban a Daisy Jones & The Six című zenés drámasorozat szereplőjeként Golden Globe-jelölést szerzett.

## Gyermekkora és családja
1986-ban született Angliában. Édesapja könyvelő és pénzügyi igazgató, édesanyja tanársegéd.

## Pályafutása
Első szerepét Ken Follett A katedrális című regényének azonos című televíziós adaptációjában kapta 2010-ben. Ugyanebben az évben Johnny Depp, Penélope Cruz, valamint Ian McShane partnere A Karib-tenger kalózai: Ismeretlen vizeken című kalandfilmben. Philip Swiftet, az elhivatott, fiatal misszionáriust alakította.

## Filmográfia

### Film
| Év   | Magyar cím                                        | Eredeti cím                                 | Szerep                  | Magyar hang   |
| ---- | ------------------------------------------------- | ------------------------------------------- | ----------------------- | ------------- |
| 2011 | A Karib-tenger kalózai: Ismeretlen vizeken        | Pirates of the Caribbean: On Stranger Tides | Philip Swift            | Szatory Dávid |
| 2012 | Hófehér és a vadász                               | Snow White and the Huntsman                 | William                 | Szatory Dávid |
| 2013 | Az éhezők viadala: Futótűz                        | The Hunger Games: Catching Fire             | Finnick Odair           | Dévai Balázs  |
| 2014 | Az elnémultak                                     | The Quiet Ones                              | Brian McNeil            | Czető Roland  |
| 2014 |                                                   | The Riot Club                               | Alistair Ryle           |               |
| 2014 | Ahol a szivárvány véget ér                        | Love, Rosie                                 | Alex Stewart            | Czető Roland  |
| 2014 | Az éhezők viadala: A kiválasztott – 1. rész       | The Hunger Games: Mockingjay – Part 1       | Finnick Odair           | Dévai Balázs  |
| 2015 | Az éhezők viadala: A kiválasztott – Befejező rész | The Hunger Games: Mockingjay – Part 2       | Finnick Odair           | Dévai Balázs  |
| 2016 | A Vadász és a Jégkirálynő                         | The Huntsman: Winter's War                  | William                 | Szatory Dávid |
| 2016 | Mielőtt megismertelek                             | Me Before You                               | William "Will" Traynor  | Czető Roland  |
| 2016 |                                                   | Their Finest                                | Tom Buckley             |               |
| 2017 | Kuzinom, Rachel                                   | My Cousin Rachel                            | Philip                  | Szatory Dávid |
| 2017 | Az utazás vége                                    | Journey's End                               | Stanhope kapitány       | Dévai Balázs  |
| 2018 | Sodródás                                          | Adrift                                      | Richard Sharp           | Szatory Dávid |
| 2018 |                                                   | The Nightingale                             | Hawkins                 |               |
| 2019 |                                                   | The Corrupted                               | Liam                    |               |
| 2019 | A hercegnő és a hét törpe                         | Red Shoes and the Seven Dwarfs              | Merlin (hangja)         | Szatory Dávid |
| 2019 | Charlie angyalai                                  | Charlie's Angels                            | Alexander Brok          | Szatory Dávid |
| 2020 | Kishúgom esküvői                                  | Love Wedding Repeat                         | Jack                    |               |
| 2020 | Enola Holmes                                      | Enola Holmes                                | Mycroft Holmes          | Szatory Dávid |
| 2021 | Amíg csak lélegzel                                | Every Breath You Take                       | James Flagg             | Kékesi Gábor  |
| 2021 | Utolsó éjszaka a Sohóban                          | Last Night in Soho                          | Lindsey nyomozó (cameo) |               |
| 2021 |                                                   | Charlotte                                   | Alex Nagler (hangja)    |               |
| 2022 | A szerelem könyve                                 | Book of Love                                | Henry Copper            |               |
| 2023 |                                                   | The One Note Man (rövidfilm)                | vezető filmproducer     |               |
| 2024 |                                                   | Bagman                                      | Patrick McKee           |               |

### Televízió
| Év        | Magyar cím            | Eredeti cím              | Szerep                     | Megjegyzések                              |
| --------- | --------------------- | ------------------------ | -------------------------- | ----------------------------------------- |
| 2010      | A katedrális          | The Pillars of the Earth | Richard of Kingsbridge     | minisorozat (8 epizód)                    |
| 2010      | Az elveszett jövő     | The Lost Future          | Kaleb                      | - tévéfilm - magyar hangja: - Előd Álmos  |
| 2010      |                       | Any Human Heart          | Logan Mountstuart fiatalon | minisorozat (4 epizód)                    |
| 2011      | United                | United                   | Duncan Edwards             | - tévéfilm - magyar hangja: - Varga Rókus |
| 2012      |                       | White Heat               | Jack Walsh fiatalon        | minisorozat (6 epizód)                    |
| 2013      | Mary és Martha        | Mary and Martha          | Ben                        | tévéfilm                                  |
| 2019–2022 | Birmingham bandája    | Peaky Blinders           | Oswald Mosley              | főszereplő (5-6. évad)                    |
| 2023      | Daisy Jones & The Six | Daisy Jones & The Six    | Billy Dunne                | főszereplő (1. évad)                      |

## Fordítás
- Ez a szócikk részben vagy egészben  a   Sam Claftin című angol Wikipédia-szócikk fordításán alapul.  Az eredeti cikk szerkesztőit annak laptörténete sorolja fel. Ez a jelzés csupán a megfogalmazás eredetét és a szerzői jogokat jelzi, nem szolgál a cikkben szereplő információk forrásmegjelöléseként.